# Pamięć biologiczna
Pamięć biologiczna – według W. Kunickiego-Goldfingera to utrwalona przeszłość organizmów żywych, utrwalone zaszłości historyczne. Sposób utrwalenia tych zaszłości historycznych Kunicki-Goldfinger nazywa pamięcią biologiczna. Autor wyróżnił:
- pamięć genetyczna (zapisana w strukturze kwasu nukleinowego, DNA. Tak rozumiana pamięć genetyczna obejmuje nie tylko zapisy o strukturze białek, ale także o sposobie wyrażania informacji genetycznej i kształtowaniu pól morfogenetycznych i rozwoju każdego organizmu).
- pamięć topologiczna (wiedza na temat jak jest zapisana pamięć topologiczna oraz jak jest odczytywana jest bardzo skromna. Kunicki-Goldfinger odnosi tę pamięć do pół morfogenetycznych)
- pamięć biochemiczna
- pamięć immunologiczna
- pamięć intelektualna (właściwiej pamięć behawioralno-kulturowa, której nośnikiem jest układ nerwowy)

Pamięć biologiczna stwarza ograniczenia dla zmienności organizmów żywych. 